# Aeroportul Regional Sanford
Aeroportul Regional Sanford (IATA: SFM, ICAO: KSFM, FAA LID: SFM) este un aeroport din Sanford⁠(d), Comitatul York, Maine, Maine, Statele Unite ale Americii. Aeroportul a fost tranzitat în 2019 de 94 de pasageri.
Situat la o altitudine de 74 m, aeroportul dispune de 2 piste.

## Infrastructură

### Piste
Aeroportul dispune de 2 piste. Pista 07/25 are suprafața de asfalt și dimensiunile 6.389 picioare × 100 picioare. Pista 14/32 are suprafața de asfalt și dimensiunile 4.999 picioare × 100 picioare. 